# 莫雷拉
莫雷拉（葡萄牙語：João Moreira；1983年9月26日—），是巴西出生的騎師，曾於香港策騎。

## 簡歷

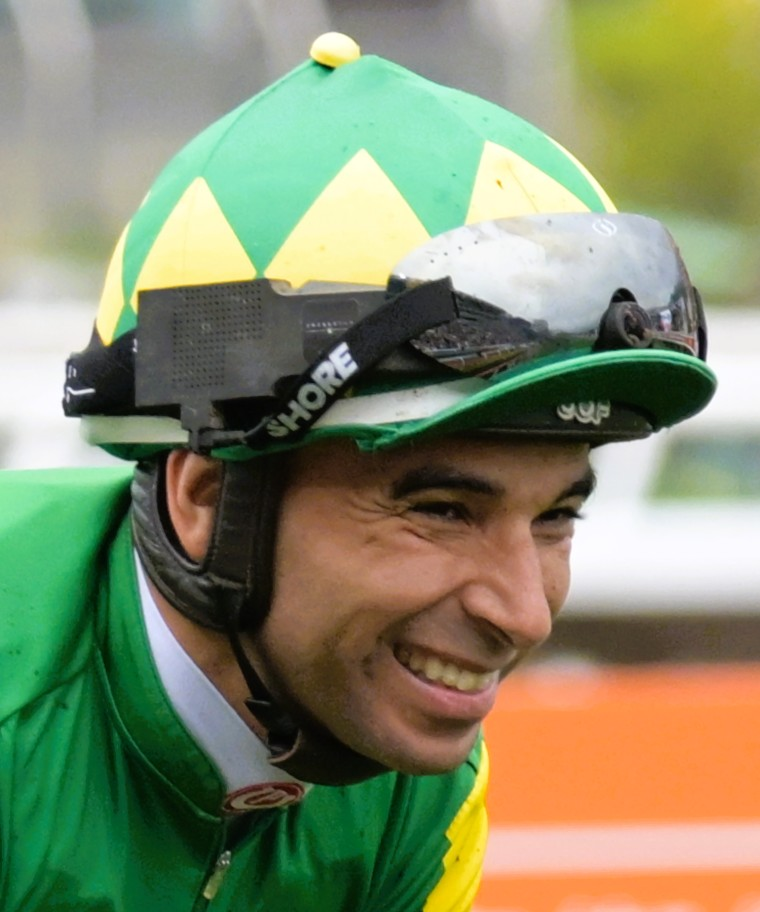
2025年4月27日，莫雷拉策騎「里見夢境」於沙田馬場角逐主席短途獎2025

莫雷拉在14歲開始於馬場工作，16歲進入聖保羅騎馬學校受訓，2001年於巴西開始擔任見習騎師，2003年正式成為騎師。
莫雷拉在巴西策騎期間曾兩奪巴西日蝕大獎，並在2006年憑策騎「EuTambem」勝出阿根廷打吡，亦在此期間贏過多次南美一級賽。2005年起莫雷拉連續四季榮膺巴西聖保羅賽馬會冠軍騎師之殊榮。2006年3月，莫雷拉在巴西城市花園馬場取得單日八捷的佳績。
莫雷拉在2009年開始獲新加坡賽馬公會邀請前往新加坡發展作全季聘約策騎，並且在2010年-2013年度馬季期間四奪新加坡冠軍騎師。2012年，莫雷拉憑策騎「追我」奪得新加坡打吡大賽，並在當季取得破紀錄的206場頭馬勝仗。 另外，莫雷拉於新加坡策騎期間夥拍馬王「很簡單」取得12連捷的佳績，追平了當地賽駒之連捷紀錄。2013年9月6日，莫雷拉於新加坡克蘭芝馬場創出八戰全勝的世界紀錄，被馬迷冠以魔術手（Magic Moreira）之稱。
2013年，莫雷拉開始轉戰香港發展，並很快便交出好表現，期間因受到電影雷神奇俠2的影響，加上他本身騎功出色且鬥志好，經常勝出頭馬，故被香港馬迷冠以「雷神」之稱。莫雷拉在港發展以來，不斷刷新了多項紀錄，包括：單日贏得最多頭馬 (一日八捷：2017年3月5日)、單季最多頭馬勝仗 (170場)、單季最多累積獎金($178,829,948)、最長累積連勝 (連勝43個賽日)、單季最快贏得一百場頭馬 (2017年2月22日)、騎師王以最高分封王 (96分)及憑策騎「佳龍駒」成為首位單季連勝三項四歲系列(香港經典一哩賽、香港經典盃及香港打吡大賽)的騎師。此外，莫雷拉僅花了三季時間，便全數勝出香港四大國際賽錦標 (香港短途錦標、香港一哩錦標、香港盃及香港瓶)，繼巫斯義後成為另一位取得香港國際賽大滿貫的騎師。

## 在港策騎主要事跡
2010年12月8日，莫雷拉首次在香港參加國際騎師錦標賽，首匹在港坐騎為沈集成馬房的「利之寶」取得第4名。而當晚騎師錦標賽的坐騎全落第，沒有取得分數。
2012年12月5日，莫雷拉再度來港參加國際騎師錦標賽中，憑策騎何良馬房的「連戰連勝」勝出頭關賽事，亦是他個人在香港的首場頭馬勝仗。同日，他憑策騎「魅力星」勝出該項錦標賽之尾關賽事，個人首度攻下國際騎師錦標賽總冠軍榮銜。

### 2013/2014年度馬季
2013年10月17日起，莫雷拉正式展開在香港的策騎生涯，同時在當日尾場憑「魅力星」再度勝出，並在其後連翻交出好成績，短短數月間已躋身騎師榜前列位置。但他在季內因六次犯下不小心策騎而被罰停賽達十八個香港賽馬日，最終此季他在港上陣不足一季，但仍以97場頭馬的佳績完成馬季，僅以15場頭馬之差屈居於潘頓之後位列騎師榜次席。
2013年10月20日，莫雷拉正式以香港賽馬會騎師身份於跑馬地馬場上陣，並在當日尾場憑策騎「魅力星」勝出，同日，他憑策騎「添多福」及「火乘風」分別跑入一席第二，加上策騎「多多利」跑入一席第三，令他首次在港上陣便勝出當晚騎師王。
2014年3月29日，莫雷拉於杜拜世界盃賽馬日分別策騎兩匹香港馬「崇山寶」及「綽力之城」出戰，最終兩駒皆在他胯下勝出，分別攻下兩場一級賽阿喬斯短途錦標及杜拜金莎軒錦標，替香港賽駒揚威杜拜。
2014年7月6日，莫雷拉於沙田馬場第十一場賽事憑策騎蔡約翰馬房的「魚躍鳥飛」奪得沙田一哩錦標，並勝出個人在港發展以來的第100場頭馬。
2013/2014年度馬季結束後，莫雷拉憑著馬迷們38,150票的得票，奪得由香港賽馬會頒贈的「最受歡迎騎師」殊榮，打破了韋達自2007-2013年度馬季連續六年來的壟斷局面。

### 2014/2015年度馬季
莫雷拉因在上季經歷多次停賽而對自己是否適合在香港策騎感到懷疑，因此他在季前只申請了為期半季的騎師牌照。不過他在本季不但策騎成績優異，且被罰停賽的日數也比上季大幅減少，故此他決定延長自己的公司騎師牌照至本季結束為止，後獲馬會接納。
2015年3月1日，莫雷拉先後憑策騎「金威勝」、「京城珍寶」、「包勝」、「威爾頓」、「活力寶」及「詠彩繽紛」，取得單日勝出六場頭馬的佳績，追平了早年分別由韋達和柏寶造出的同樣紀錄。

2015年4月22日，莫雷拉於跑馬地馬場第三場賽事憑策騎「勝利雄心」，取得個人季內第100場頭馬勝仗。這場勝仗除了令他成為歷來首位於4月份已經取得100場頭馬勝仗的在港策騎騎師外，還令他勝出個人在港發展以來的第200場頭馬。
2015年5月3日，莫雷拉憑策騎「步步友」攻下冠軍一哩賽，人馬合作下取得季內六捷全勝的佳績。雖然季後「步步友」遠征英國挑戰女皇安妮錦標僅得一席第六，但季內莫雷拉與「步步友」合作無間，而莫雷拉亦曾多次表示「步步友」是他從騎生涯以來騎過最好的馬匹之一，最終「步步友」亦順利當選該季冠軍人馬獎的最佳一哩馬、最受歡迎馬匹及香港馬王殊榮。 

2015年5月13日，莫雷拉於跑馬地馬場第四場賽事憑策騎「創意寶」，取得個人季內第114場頭馬勝仗，追平了韋達於2005－2006年度馬季所創下的同樣單季頭馬勝仗紀錄。
2015年5月16日，莫雷拉於沙田馬場第二場賽事憑策騎「福愛寶」，取得個人季內第115場頭馬勝仗，正式打破了韋達在於2005－2006年度馬季所創下的單季114場頭馬勝仗紀錄。
2015年6月27日，莫雷拉於沙田馬場先後憑策騎「多個世界」、「勇駒」、「飛來猛」及「首飾太陽」取得四捷，令他在季內的頭馬勝仗增至139場，同時亦以48場頭馬之差拋離次席的潘頓，成功提早4輪鎖定首度登上香港冠軍騎師之寶座。
2014/2015年度馬季，莫雷拉合共取得了破紀錄的145場頭馬勝仗，令他首度榮膺香港冠軍騎師殊榮外，個人亦連續2年奪得由香港賽馬會頒贈的「最受歡迎騎師」 頭銜。

### 2015/2016年度馬季
2015年12月27日，莫雷拉於沙田馬場先後憑策騎「喜威威」、「連利進寶」、「開心遊戲」、「人民武士」、「鈦金剛」及「澳斯卡」取得六捷，令他成為首位在港兩度單日取得六捷的騎師。
2016年5月29日，莫雷拉於沙田馬場第八場賽事，憑策騎約翰摩亞馬房的「佳龍駒」攻下初辦的本地三級賽獅子山錦標之餘，亦令他取得季內第146場頭馬勝仗，正式打破去季由他自己締造的145場頭馬記錄，再次揭起香港賽馬史新章。
2016年6月19日，莫雷拉於沙田馬場尾場賽事憑策騎文家良馬房的「辣得很」，勝出個人在港發展以來的第400場頭馬。同日，莫雷拉分別憑策騎約翰摩亞馬房的「喜蓮獎星」及蔡約翰馬房的「首飾太陽」，攻下兩項本地三級賽精英碟及精英盃，加上頭場憑策騎沈集成馬房的「港林飛魚」取勝，全日共取出4場頭馬，季內頭馬數目增至155場。
2015-2016年度馬季，莫雷拉取得168場頭馬勝仗，以88場之差大勝次席的潘頓，順利蟬聯香港冠軍騎師殊榮。
2015年8月29日至8月30日期間，莫雷拉到日本作短期客串，期間合共取得了7場頭馬勝仗。當中在札幌競馬場出戰世界星級騎師邀請賽的四關賽事中，他分別取得了兩場頭馬勝仗及一個第二的佳績，令他首度榮登這項賽事的冠軍寶座。

### 2016/2017年度馬季
2016年11月12日，莫雷拉於沙田馬場第八場賽事憑策騎蘇偉賢馬房的「世澤之星」，攻下第一班賽事樂聲盃，替練馬師首度贏出一班賽。
2016年12月11日，莫雷拉於沙田馬場第四場賽事憑策騎日本代表「里見皇冠」，坐騎未段交出凌厲的衝刺下擊敗大熱門「高地之舞」，攻下香港瓶，令他成為繼巫斯義後，另一位能集齊四項香港國際賽事錦標的騎師之一。
2016年12月14日，莫雷拉於跑馬地馬場第三場賽事憑策騎葉楚航馬房的「蒜頭爺爺」取勝，為練馬師取得從練以來的第600場頭馬勝仗。
2017年2月5日，莫雷拉於沙田馬場第八場賽事憑策騎蔡約翰馬房的「西方快車」，勝出個人在港發展以來的第500場頭馬。
2017年3月5日，莫雷拉於沙田馬場再度創出一項香港馬壇的新紀錄。當天他合共策騎十匹坐騎，結果他先後憑策騎「按得贏」、「奔馳寶馬」、「紅衣醒神」、「勝在煌」、「奪冠」、「爭分奪秒」、「神威傲翔」及「哈蝦巴爸」取勝，個人單日勝出八場頭馬，打破了早前由韋達、柏寶及其個人累積一日六捷的紀錄。同時，莫雷拉當天累積96分封騎師王，打破了2013年4月7日由韋達所造出94分封騎師王的高分紀錄。
2017年3月19日，莫雷拉於沙田馬場憑策騎約翰摩亞馬房的「佳龍駒」，以一又四分之三個馬位之差擊敗「巴基之星」，個人首度攻下香港打吡大賽錦標外，亦為練者約翰摩亞帶來破紀錄的第六個打吡冠軍，而「佳龍駒」在莫雷拉胯下成為首匹連勝香港經典一哩賽、香港經典盃及香港打吡大賽三項四歲馬系列的賽駒。賽後，莫雷拉與妻子相擁分享喜悅，更激動得流下男兒淚。
2017年7月9日，莫雷拉於沙田馬場第七場賽事憑策騎何良馬房的「太陽旺旺」獲勝，取得季內第169場頭馬勝仗，再度打破去季由他自己締造的168場頭馬記錄，再一次創造在港單季頭馬新紀錄。
2016-2017年度馬季，莫雷拉合共勝出170場頭馬，除了連續三年蟬聯香港冠軍騎師外，還在公眾投票的香港最受歡迎騎師選舉中以75.2%得票率大比數勝出，個人第三度榮膺該項殊榮。

### 2017/2018年度馬季
2017年9月3日馬季開鑼日，莫雷拉在沙田馬場甫開賽便連勝五場，當中在第三場賽事憑策騎沈集成馬房的「四季旺」取勝，並攻下一班賽香港特區行政長官盃。 至第五場五班千二米賽事，他再憑策騎「銘記心中」取勝，為新任練馬師羅富全贏得從練生涯首場頭馬。
2017年10月1日，莫雷拉於沙田馬場第八場賽事憑策騎蘇偉賢馬房的「喜得福」，勝出個人在港發展以來的第600場頭馬。
2018年1月10日，莫雷拉於沙田馬場第七場賽事憑策騎告東尼馬房的「獻惑」獲勝，替資深馬主許世勳成為首位勝出第100場頭馬的馬主。
2018年6月16日，莫雷拉於沙田馬場頭場賽事憑策騎麥菲文馬房的「飛雲騅」，勝出個人在港發展以來的第700場頭馬。
2017-2018年度馬季，莫雷拉在季初至季中階段表現出色，一直領先次席的潘頓，更一度拋離對手15場頭馬。不過，莫雷拉在接近季尾階段表現稍為遜色，多番與勝利失諸交臂，反觀潘頓表勇持續神勇並向他步步進逼，最終莫雷拉在該季勝出134場頭馬，僅以2場之差不敵潘頓，屈居騎師榜亞軍。雖然莫雷拉失落冠軍騎師頭銜，但他仍深得香港馬迷喜愛，他在公眾投票的「最受歡迎騎師」 選舉中以53.5%勝出，繼2013-2014年度、2014-2015年度及2016-2017年度馬季後，第四度榮膺「最受歡迎騎師」殊榮。

### 首次宣佈告別香港，轉戰日本
2018年6月7日，莫雷拉在香港賽馬會牌照委員會舉行發牌會議前夕，突然宣佈已經向牌照委員會撤回2018-2019年度馬季全季騎師牌照的申請，並決定於2017-2018年度馬季結束後離開香港，轉赴日本發展。莫雷拉表示到日本策騎一直是他的夢想，而他亦多番與其太太商量，作出離開香港是一個非常艱難的決定，令他心碎。他又感謝在港一直支持他的人，尤其是憑策騎約翰摩亞馬房的「佳龍駒」成為香港賽馬史上首匹四歲三冠王，並為他贏得首次香港打吡大賽，最令他難忘和印象深刻。莫雷拉在港策騎五季以來，幾乎贏盡了所有主要錦標，並打破了不少紀錄。他宣佈在季尾離港後，不少圈內練馬師及騎師都感到突然及可惜，並祝福他在日本發展順利。至於香港賽馬會行政總裁應家柏亦在網誌中大讚莫雷拉是一位出色的運動員，亦是全球其中一位鞍上平衡力最好及騎姿最優美的騎師，往往能做到人馬合一。此外，在向外推廣賽馬運動方面，他更是一位甚為稱職的大使，對於他決定離港發展，對於香港賽馬來說無疑是一個損失。
2018年7月28日，莫雷拉在日本札幌展開一個月短期客串。 2018年8月26日，莫雷拉在札幌競馬場憑策騎「純美化身」，攻下三級賽堅蘭盃 ，贏得個人在日本首項級制賽錦標。
2018年10月11日，日本中央競馬會公佈第一階段騎師牌照考試結果，結果莫雷拉未能通過是次考試，按例不能進入稍後的第二輪日語口試，令他在日本長期作策騎的願景告吹。 莫雷拉未能通過日本騎師牌照考試後，香港馬圈便一直盛傳他將會回港策騎。2018年10月15日，練馬師蔡約翰證實莫雷拉將會回港，出任其馬房主帥，並正等待香港賽馬會批准，其後莫雷拉亦親口證實將會回港出任蔡約翰馬房主帥。
2018年11月11日，莫雷拉在日本京都競馬場第九場黃菊賞賽事中憑策騎Cosmo Calendula勝出，贏得個人在日本中央競馬會第100場頭馬。 同日，他再憑策騎「雍容白荷」攻下一級賽女皇伊利沙伯二世盃，贏得個人在日本首項一級賽錦標。

### 回歸香港，出任主帥
2018-2019年度馬季，在莫雷拉正式宣佈回歸香港時，練馬師蔡約翰指出莫雷拉是無可取代，可見他們二人合作非常成功之餘，關係亦相當密切。
2018年11月17日，莫雷拉獲香港賽馬會牌照委員會批准由練馬師蔡約翰所提出的申請，准許他由2018年12月9日至2019年6月9日出任蔡約翰馬房聘約騎師。
最後他們的合約更延長至季尾。 
2018年11月18日，莫雷拉回港作一天客串，他除了在第八場賽事憑策騎蔡約翰馬房的「旺蝦王」攻下馬會短途錦標外，其後在第九場賽憑策騎蔡約翰馬房的「精算風暴」再下一城，取得兩人合作以來的第200場頭馬勝仗。
2018年12月9日，莫雷拉正式以蔡約翰馬房主帥身分回港策騎，並在當天第六場賽事先憑策騎「翠龍」取得出任蔡廐主帥後的首場勝仗，其後在第九場賽事再憑策騎「精算風暴」勝出，成功替蔡約翰起孖。
2019年4月28日，莫雷拉策騎蔡約翰馬房的「爭分奪秒」奪得國際一級賽主席短途獎，取得本季香港速度系列的頭尾兩關賽事勝利，只欠香港冠軍暨遮打盃便成為首位在香港賽馬會一級賽全制霸的騎師。
2019年6月16日，莫雷拉於沙田馬場第四場賽事憑策騎容天鵬馬房的「快樂實在」，勝出個人在港發展以來的第800場頭馬。
2018-2019年度馬季，莫雷拉僅勝出90場頭馬，是他在港策騎6季來錄得最少頭馬的一季，他亦以78場頭馬之差大幅度落後潘頓，再度屈居亞軍。不過，莫雷拉在蔡約翰爭冠過程中卻扮演極重要角色；尤其接近馬季季尾，蔡約翰與約翰摩亞在香港冠軍練馬師之爭漸趨激烈，出現近季罕見的緊湊局勢。2019年7月10日，約翰摩亞於谷草煞科戰贏得一場頭馬，令其頭馬數字一度追平蔡約翰。不過，莫雷拉此時挺身而出，先憑策騎「好利運來」於沿途包尾劣勢下後上勝出，繼而他在尾場賽事憑策騎「弛曜風」再下一城，替蔡約翰贏得甚為重要的兩場頭馬。2019年7月14日田草煞科戰，約翰摩亞先在頭場贏得一場頭馬，令他與蔡約翰之間差距只差一場頭馬。不過，莫雷拉其後分別憑策騎「首飾大聖」及「友瑩囍」勝出，成功替蔡約翰第十一度登上香港冠軍練馬師寶座。

### 2019/2020年度馬季
2019年12月8日，莫雷拉策騎蔡約翰馬房的「爭分奪秒」勝出國際一級賽浪琴表香港短途錦標。莫雷拉賽後表示他將永遠記此役在心，此駒自出道起大部分賽事都是由莫雷拉策騎，人馬默契甚深，練馬師蔡約翰也罕有地喜極而泣。
2020年3月29日，莫雷拉於沙田馬場第八場賽事憑策騎蔡約翰馬房的「智力寶」，勝出個人在港發展以來的第900場頭馬。

### 2020/2021年度馬季
2020年12月23日，莫雷拉於跑馬地馬場第二場賽事憑策騎蔡約翰馬房的「追風驥足」勝出，勝出個人在港發展以來的第1,000場頭馬。
2021年3月21日，莫雷拉憑策騎方嘉柏馬房的「達心星」勝出香港打吡大賽，繼2017年策騎「佳龍駒」獲勝之後第二度贏得這項重要賽事。
2020/2021年度馬季，莫雷拉表現較為穩定，從季初階段開始便於騎師榜領先。雖然於季尾階段他一度被潘頓追至僅得十多場頭馬差距，但他在5月19日跑馬地馬場夜賽日趁潘頓於頭場勝出後因傷退出下，先後憑策騎「爪皇烈焰」、「陽明高高」、「聲勢」、「皇寶」及「場場精綵」勝出豪取五捷，進一步鞏固榜首優勢。
2021年7月11日，莫雷拉於沙田馬場第九場賽事憑策騎蔡約翰馬房的「神之水滴」勝出，勝出個人在港發展以來的第1,100場頭馬。
2020/2021年度馬季，莫雷拉勝出157場頭馬，以32場頭馬之差擊敗次席的潘頓，事隔三季後重奪香港冠軍騎師。同時，他於該季再度奪得「最受歡迎騎師」殊榮。

### 2021/2022年度馬季
2022年1月19日，莫雷拉於跑馬地馬場策騎蔡約翰馬房的「二雋」期間，因未有力策坐騎至終點，最終他承認違反賽事規例第100（2）條，並被競賽董事小組判他由2月6日星期日開始停賽，直至2月26日星期六才可再次出賽，即停賽六個賽馬日。
2022年4月6日，莫雷拉於跑馬地馬場第二場賽事憑策騎姚本輝馬房的「自然力量」勝出，勝出個人在港發展以來的第1,200場頭馬。
2022年5月29日，莫雷拉於沙田馬場第八場賽事策騎羅富全馬房的「識贏」於過終點後墮馬。賽後，他被送往騎師醫療室接受檢查，並被檢查首席醫療主任認為他不適宜履行餘下賽事的策騎聘約。原本由他緊隨其後策騎第九場的「烈風」要更替騎師蔡明紹及尾場的「風火戰駒」要更替騎師賀銘年。
2022年6月22日，莫雷拉因為身體不適，決定跑完跑馬地馬場頭場後放棄餘下的策騎。
2021-2022年度馬季香港冠軍騎師榮銜爭持激烈，潘頓與莫雷拉於最後煞科日前同樣以132場頭馬領先騎師榜首，要在煞科日決勝負。結果在煞科日潘頓勝出四場而莫雷拉未有頭馬，未能蟬聯冠軍騎師榮銜。

### 2022/2023年度馬季，第二次宣佈告別香港並因傷退役
歇暑期間，莫雷拉曾經在巴西接受治療，導致未能趕及開鑼日復出，並延至9月18日才恢復策騎。不過，他在上陣僅3個賽日後，便因觸及舊患，需要再次暫停策騎直至另行通知。 2022年9月27日，莫雷拉發出聲明表示其左髖關節因受傷及壓力而導致內軟骨破裂，令他一直感到痛楚。經諮詢此方面的專家後，他決定繼2020年的高濃度血小板血漿（PRP）治療後，再次接受此項治療。他將會休息一段日子，大約於三個月後恢復策騎。
2022年10月7日，莫雷拉返回巴西祖家養傷，但仍然獲保留其在港策騎牌照，並一度預計季尾階段有機會再在港上陣。不過，事情到了11月23日有突破性發展，牌照委員會突然宣佈已批准莫雷拉的申請，即時撤銷他的2022/2023年度馬季馬會騎師牌照，意味他會結束在港多年來的策騎生涯。
莫雷拉對傳媒表示，他因髖關節受傷康復進度未如理想，故決定於2023年退役。他希望在退役前，在世界各地如巴西、香港、澳洲、日本及英國等地客串上陣約幾個月至半年，以答謝一直支持他的人。
2022年11月24日，莫雷拉獲巴西賽馬會發出牌照，准許他由12月3日開始於聖保羅馬場上陣策騎2個賽日。 同時，他亦獲香港賽馬會發出訪港騎師牌照，准許他在12月11日舉行的香港國際賽馬日賽事上陣。當天賽前他獲香港賽馬會舉行歡送儀式，表揚他在港過去多年的成就和貢獻。他於國際賽分別策騎三匹日本代表馬「耀滿瓶」、「拉丁城市」及「麗冠花環」出戰，最終他僅憑策騎「耀滿瓶」取得一席第三，其餘兩匹均落第。他在其餘賽事亦僅憑策騎「遨遊氣泡」及「美麗在線」取得兩席第二，未能在離港前添勝仗。
2023年4月30日，莫雷拉獲准在冠軍一哩賽賽日來港客串一天，當天他在頭場憑策騎方嘉柏馬房的「包裝旋風」勝出，贏得自2022年7月13日勝出「鈁糖武士」後的首場在港頭馬。

### 退役前世界各地客串
莫雷拉離開香港後，開始展開其退役前世界各地客串之旅。他先在家鄉巴西上陣，並於2023年3月憑策騎Quantify攻下當地一級賽藩市高大賽。他其後轉戰澳洲客串，期間表現良好，於2023年4月1日夥拍Militarize攻下一級賽澳洲賽馬會育馬錦標，相隔6年後再次在當地揚威一級賽。當天他亦憑策騎「必紅」勝出二級賽2600米的主席讓賽 ，全日累積勝出兩場分級賽頭馬。雖然莫雷拉多次表示因傷患困擾導致需退役，但他在離港後在世界各地客串期間，多場賽事中仍見其陣上走位相當靈活，身手亦相當敏捷，不禁令很多馬迷不敢相信他是一位傷患纏身、因傷被逼即將結束策騎生涯的騎師。

## 主要勝出賽事
香港
- 百週年紀念短途盃 - (4) - 崇山寶 (2014)、爭分奪秒 (2019、2020)、旺蝦王 (2021)

- 香港盃 - (1) - 威爾頓 (2014)

- 香港金盃 - (3) - 軍事出擊 (2014)、威爾頓 (2015)、馬克羅斯 (2020)

- 香港一哩錦標 - (1) - 步步友 (2014)

- 董事盃 - (3) - 步步友 (2015)、四季旺 (2018)、夏威夷 (2020)

- 女皇銀禧紀念盃 - (2) - 步步友 (2015)、夏威夷 (2021)

- 冠軍一哩賽 - (2) - 步步友 (2015)、滿樂時 (2016)

- 香港短途錦標 - (2) - 幸福指數 (2015)、爭分奪秒 (2019)

- 香港瓶 - (3) -  里見皇冠 (2016)、耀滿瓶 (2019、2021)

- 女皇盃 - (1) - 新寫實派 (2017)

- 主席短途獎 - (1) - 爭分奪秒 (2019)

- 精英碗 - (1) - 綽力之城 (2013)

- 馬會一哩錦標 - (3) - 步步友 (2014)、四季旺 (2017)、夏威夷 (2019)

- 沙田錦標 - (1) - 詠彩繽紛 (2015)

- 主席錦標 - (2) - 步步友 (2015)、佳龍駒 (2017)

- 短途錦標 - (2) - 紅衣醒神 (2017)、爭分奪秒 (2018)

- 馬會短途錦標 - (2) - 旺蝦王 (2018、2020)

- 馬會盃 - (1) - 添滿意 (2020)

- 一月盃 - (2) - 同個世界 (2014)、超級軍團 (2022)

- 沙田銀瓶 - (2) - 新力風 (2015)、速遞奇兵 (2021)

- 慶典盃 - (2) - 詠彩繽紛 (2015)、壯思飛 (2016)

- 百週年紀念銀瓶 - (2) - 威爾頓 (2015)、達羅素 (2018)

- 精英碟 - (2) - 活力歡騰 (2015)、喜蓮獎星 (2016)

- 精英盃 - (2) -  首飾太陽 (2016)、澳斯卡 (2017)

- 獅子山錦標 - (4) - 佳龍駒 (2016)、中華盛世 (2018)、勝得精彩 (2019)、達心星 (2021)

- 華商會挑戰盃 - (2) - 有得威 (2017)、以奇用兵 (2019)

- 洋紫荊短途錦標 - (2) - 華恩庭 (2017)、八仟師 (2022)

- 皇太后紀念盃 - (2) - 鷹雄 (2017)、多巴先生 (2022)

- 國慶盃 - (2) - 美麗滿載 (2019)、錶之智能 (2020)

- 婦女銀袋賽 - (1) - 添滿意 (2020)

- 香港經典一哩賽 - (3) - 步步友 (2014)、佳龍駒 (2017)、當家精選 (2018)

- 香港經典盃 - (1) -  佳龍駒 (2017)

- 香港打吡大賽 - (2) - 佳龍駒 (2017)、達心星 (2021)

- 樂聲盃 - (3) - 旗幟鮮明 (2013)、世澤之星 (2016)、西方快車 (2017)

- 沙田一哩錦標 - (3) - 魚躍鳥飛 (2014)、詠彩繽紛 (2015)、喜蓮獎星 (2016)

- 香港特區行政長官盃 - (3) - 金滿載 (2014)、永旺年年 (2016)、四季旺 (2017)

- 廣東讓賽盃 - (2) - 貳寶 (2014)、烽煙四喜 (2019)

- 港澳盃 - (1) - 魔法豪情 (2015)

- 賀年盃 - (3) -  驌龍 (2015)、澳斯卡 (2016)、魅力知友 (2019)

- 香港鄉村俱樂部挑戰盃 - (1) -  活力歡騰 (2016)

- 跑馬地錦標 - (1) - 海翡翠 (2017)

- 跑馬地銀瓶 - (1) - 萬馬飛騰 (2017)

- 其士盃 - (1) - 達心星 (2020)

- 新馬錦標 - (2) -  人民武士 (2015)、巴基之星 (2016)

 新加坡
- 貴賓碗（日语：パトロンズボウル） - (2) - 截擊 (2010)、很簡單 (2013)

- 新加坡打吡大賽（日语：シンガポールダービー） - (1) - 追我 (2012)

- 新加坡英女王二世盃（日语：クイーンエリザベス2世カップ_(シンガポール)）- (1) - 威剪刀 (2012)

- 獅城盃（日语：ライオンシティカップ） - (1) - 很簡單 (2013)

- 新加坡三歲馬經典賽（日语：シンガポール3歳クラシック） - (2) - 千里眼 (2009)、很簡單 (2012)

- 新加坡堅尼大賽（日语：シンガポールギニー） - (2) - 千里眼 (2009)、很簡單 (2012)

- 巴克錦標（日语：イー・ダブリュー・バーカー・トロフィー）- (2) - 很簡單 (2011)、現在如何 (2012)

- 新加坡主席錦標（日语：チェアマンズトロフィー_(シンガポール)） - (1) - 追我 (2012)

- 魚尾獅錦標（日语：マーライオントロフィー） - (1) - 最美好 (2012)

- 金蹄鐵錦標（日语：ゴールデンホースシュー） - (1) - 戰勝 (2013)

- 沙氏酬金錦標（日语：サースフェーステークス） - (1) - 威剪刀 (2010)

- 三環錦標（日语：スリーリングストロフィー）- (2) - 最美好 (2010)、很簡單 (2012)

- 新加坡三歲馬短途賽（日语：シンガポール3歳スプリント） - (1) - 很簡單 (2012)

- 遍地黃金錦標（日语：パイチチゴールドトロフィー） - (1) - 很簡單 (2012)

- 珍寶型機錦標（日语：ジャンボジェットトロフィー） - (1) - 很簡單 (2012)

- 委員獎（日语：コミティーズプライズ） - (1) - 很簡單 (2013)

- 月映瓶（日语：ムーンビームヴァーズ）- (1) - 準備出擊 (2013)

 澳洲
- 葉森讓賽（英语：Epsom Handicap） - (1) - 真命天子 (2014)

- 雅閣圍錦標（英语：Coolmore Stud Stakes） - (1) - 黃銅公子(2014)

- 新市場讓賽（英语：Newmarket Handicap）- (1) - 黃銅公子 (2015)

- 渥利盾（英语：Oakleigh Plate） - (1) -  聳動 (2017)

- 澳洲賽馬會育馬錦標（英语：Sires' Produce Stakes (ATC)） - (1) - 武裝自己 (2023)

- 香檳錦標（英语：Champagne Stakes (ATC)） - (1) - 武裝自己 (2023)

- 金玫瑰錦標（英语：Golden Rose Stakes） -  (1) - 武裝自己 (2023)

- 木下錦標（英语：Underwood Stakes） - (1) - 實幹牛仔 (2024)

- 湛士福錦標（英语：Chelmsford Stakes）- (1) - 信必贏 (2011)

- 山崗錦標（英语：Hill Stakes） - (1) - 信必贏 (2011)

- 羅馬領事錦標（英语：Roman Consul Stakes） - (1) - 黃銅公子 (2014)

- 昆士蘭堅尼（英语：Queensland Guineas）- (1) - Tsaritsa (2016)

- 馬克斯錦標（英语：Theo Marks Stakes） - (1) -  防水外套 (2016)

- 顏士高錦標（英语：Angus Armanasco Stakes） - (1) -  愛凡納 (2017)

- 皇治錦標三歲馬短途賽（英语：Arrowfield 3YO Sprint） - (1) - 朗朗上口 (2018)

- 主席讓賽（英语：Chairman's Handicap (ATC)）  - (1) - 必紅 (2023)

- 珀斯薛基錦標（英语：Percy Sykes Stakes） - (1) - 傾心聽 (2023)

- 澳洲小玩意錦標（英语：Gimcrack Stakes (ATC)） - (1) - Hussousa (2011)

- 南十字錦標（英语：Southern Cross Stakes） - (1) - 毋庸置疑 (2012)

- 凌志錦標（英语：Lexus Stakes） - (1) - 圓滿結束 (2014)

- 京士頓城錦標（英语：Kingston Town Stakes） - (1) - 望見利 (2016)

- 渥太華錦標（英语：Ottawa Stakes） - (1) - 傲視群星 (2016)

- 艷海棠錦標（英语：Begonia Belle Stakes） - (1) - 聳動 (2016)

- 玉泉汽水錦標（英语：Schweppervescence Trophy） - (1) - 周而復始 (2017)

- 卡爾錦標（英语：James H B Carr Stakes） - (1) - 馨逸自成 (2023)

- 杜詩富錦標 - (1) - Hampton Court (2014) [41]

 阿根廷
- 阿根廷打吡大賽（日语：ナシオナル大賞） - (1) - Eu Tambem (2006)

 巴西
- 巴西橡樹大賽 - (2) - Bubbly Jane (2008)、Presente (2009)

- 藩市高大賽 - (1) - Quantify (2023)

- Grande Premio Juliano Martins - (1) - Figaro (2023)

- A.B.C.P.C.C.大賽 - (1) - Oriana Do Iguassu (2023)

- O.S.A.F大賽 - (1) - Kenlova (2023)

- 斯巴兄弟大賽 - (1) - Kenlova (2023)

- 巴西大賽（英语：Grande Prêmio Brasil） -  (1) - Raptor's (2023)

- 建國日錦標 - (1) - Jeca (2011)

 阿聯酋
- 阿喬斯短途錦標 - (1) - 崇山寶 (2014)

- 杜拜金莎軒錦標 - (1) - 綽力之城 (2014)

- 杜拜草地大賽 - (1) - 強擊 (2017)

 澳門
- 澳門金盃 - (1) - 福嘉旺 (2013) [42]

- 澳港盃 - (2) - 城中話題 (2014)、醒目名駒 (2018) [43] [44]

- 澳門打吡大賽 - (1) - 興圖 (2016) [45]

- 新葡京盃 - (1) - 金威孖寶 (2016) [45]

- 沙地之星錦標 - (1) - 勝利旺 (2016) [45]

 日本
```
中央競馬:
```

- 女皇伊利沙伯二世盃 - (1) - 雍容白荷 (2018)

- 櫻花賞 - (2) - 橡木城 (2024)、巧繡生花 (2025)

- 高松宮紀念賽 - (1) - 里見夢境 (2025)

- 皐月賞 - (1) - 博物街 (2025)

- 每日王冠 - (1) - 太空隕石 (2018)

- 富士錦標 - (1) - 匯兩川 (2023)

- 阿根廷共和國盃 - (1) - 輕風飛 (2023)

- 聖烈特紀念 - (1) - 生活格調 (2023)

- 東京體育盃兩歲錦標 - (1) - Strauss (2023)

- 阪神牝馬錦標 - (1) - 假面歌姬(2024)

- 目黑紀念 - (1) - 跨國世遺 (2024)

- 堅蘭盃 - (1) - 純美化身 (2018)

- 京都兩歲錦標（日语：京都2歳ステークス） - (2) - Courageux Guerrier (2018)、真命新帝 (2023)

- 邱吉爾園盃（日语：アーリントンカップ） - (1) - Di Speranza (2024)

- 打吡公爵挑戰盃 - (1) - 詩歌遊子 (2025)

- 春雷錦標 - (1) - 里見夢境 (2024)  [46]

```
地方競馬:
```

- 日本育馬場盃經典賽 - (1) - King's Sword (2023)

- 雌馬預賽（日语：レディスプレリュード） - (1) - Princia Cometa (2018)

- 東京短途錦標 - (1) - A Tracks (2025)

## 成就
- 巴西聖保羅賽馬會冠軍騎師 - (4) - (2004/2005、2005/2006、2006/2007、2007/2008年度馬季)
- 巴西日蝕大獎 - (2) - (2006/2007、2007/2008年度馬季)
- 新加坡冠軍騎師 - (4) - (2009/2010、2010/2011、2011/2012、2012/2013年度馬季)
- 國際騎師錦標賽冠軍 - (1) - (2012年)
- 香港冠軍騎師 - (4) - (2014/2015年度馬季、2015/2016年度馬季、2016/2017、2020/2021年度馬季)
- 香港最受歡迎騎師 - (4) -  (2013/2014年度、2014/2015年度馬季、2016/2017年度馬季、2017/2018年度、2020/2021年度馬季)
- 世界星級騎師大賽冠軍 - (2) - (2015年、2024年)
- 首位在港單日八捷的騎師 - (2017年3月5日)
- 國際騎師錦標賽亞軍 - (2) - (2014年、2020年)

## 在港策騎成績
| 年度        | 冠    | 亞  | 季  | 殿  | 第五 | 出賽次數 | 所贏獎金（港元） | 備註             |
| ----------- | ----- | --- | --- | --- | ---- | -------- | ---------------- | ---------------- |
| 2010 - 2011 | 0     | 0   | 1   | 1   | 1    | 11       | $156,870         | 客串策騎         |
| 2012 - 2013 | 3     | 0   | 1   | 3   | 0    | 15       | $1,783,900       | 客串策騎         |
| 2013 - 2014 | 97    | 71  | 59  | 51  | 38   | 478      | $ 99,347,312     | 策騎首季 (亞軍)  |
| 2014 - 2015 | 145   | 89  | 64  | 71  | 45   | 595      | $ 173,715,365    | 第2季 (冠軍)     |
| 2015 - 2016 | 168   | 105 | 101 | 61  | 52   | 664      | $ 178,829,947    | 第3季 (冠軍)     |
| 2016 - 2017 | 170   | 104 | 84  | 78  | 54   | 711      | $ 207,249,728    | 第4季 (冠軍)     |
| 2017 - 2018 | 134   | 98  | 76  | 74  | 50   | 660      | $ 162,786,520    | 第5季 (亞軍)     |
| 2018 - 2019 | 90    | 75  | 54  | 45  | 42   | 495      | $ 132,239,825    | 第6季 (亞軍)     |
| 2019 - 2020 | 138   | 123 | 91  | 68  | 66   | 719      | $ 206,911,365    | 第7季 (亞軍)     |
| 2020 - 2021 | 157   | 103 | 93  | 76  | 60   | 742      | $ 215,300,250    | 第8季 (冠軍)     |
| 2021 - 2022 | 132   | 103 | 69  | 76  | 75   | 694      | $ 182,602,240    | 第9季 (亞軍)     |
| 2022 - 2023 | 1     | 5   | 3   | 2   | 4    | 28       | $ 5,421,425      | 第10季           |
| 2023 - 2024 | 0     | 0   | 1   | 2   | 0    | 5        | $ 6,183,000      | 客串香港國際賽事 |
| 2024 - 2025 | 5     | 3   | 8   | 2   | 2    | 31       | $ 29,093,075     | 客串四個賽馬日   |
| 總計        | 1,240 | 879 | 704 | 610 | 488  | 5,842    | $ 1,601,620,822  |                  |

## 在港策騎資料
|                                           | 日期           | 賽事                                | 場地 | 馬場       | 馬名     | 練馬師   | 名次 | 獨贏賠率 |
| ----------------------------------------- | -------------- | ----------------------------------- | ---- | ---------- | -------- | -------- | ---- | -------- |
| 初出賽                                    | 2010年12月8日  | 第五班 - 1650米                     | 草地 | 跑馬地馬場 | 利之寶   | 沈集成   | 4    | 25       |
| 首勝利                                    | 2012年12月5日  | 第四班 - 1650米                     | 草地 | 跑馬地馬場 | 連戰連勝 | 何良     | 1    | 25       |
| 級際賽初出賽                              | 2012年12月9日  | 一級賽 - 1200米（香港短途錦標）     | 草地 | 沙田馬場   | 很簡單   | 麥菲文   | 10   | 25       |
| 級際賽首勝利                              | 2013年10月27日 | 二級賽 - 1200米（精英碗）           | 草地 | 沙田馬場   | 綽力之城 | 約翰摩亞 | 1    | 3.1      |
| 一級賽初出賽                              | 2012年12月9日  | 一級賽 - 1200米（香港短途錦標）     | 草地 | 沙田馬場   | 很簡單   | 麥菲文   | 10   | 25       |
| 一級賽首勝利                              | 2014年1月26日  | 一級賽 - 1000米（百週年紀念短途盃） | 草地 | 沙田馬場   | 崇山寶   | 姚本輝   | 1    | 2.3      |
| 四歲系列經典賽初出賽 四歲系列經典賽首勝利 | 2014年1月19日  | 一級賽 - 1600米（香港經典一哩賽）   | 草地 | 沙田馬場   | 步步友   | 約翰摩亞 | 1    | 1.8      |

## 個人生活
莫雷拉已婚，其太太Taciana也是來自巴西 ，兩人目前育有兩名兒子 Miguel、Murilo 及一名女兒 Marina。
莫雷拉在賽馬以外最喜歡的運動就是足球，他在香港策騎的日子，會不時入場觀看港超聯比賽，是足球發燒友。

## 外部連結
- 騎師資料 莫雷拉 （页面存档备份，存于）